# Sonrin
Sonrin est une localité située dans le département de Boulsa de la province du Namentenga dans la région Centre-Nord au Burkina Faso. 

## Éducation et santé
Le centre de soins le plus proche de Sonrin est le centre de médical avec antenne chirurgicale (CMA) de la province à Boulsa.
Sonrin possède une école primaire publique.